# The Institute for Genomic Research
Il The Institute for Genomic Research (TIGR) era un istituto di ricerca genetica no-profit fondato nel 1992 da Craig Venter a Rockville (Maryland), Stati Uniti. È ora parte integrante del J. Craig Venter Institute.

## Descrizione
Il primo genoma di organismo vivente sequenziato dal TIGR fu quello del batterio Haemophilus influenzae, nel 1995. Questo progetto, vera pietra miliare nel campo della genetica, guidato dallo scienziato del TIGR Robert Fleischmann, portò all'esplosione di progetti di sequenziamento, utilizzando la tecnica del sequenziamento dell'intero genoma già sperimentata ma mai utilizzata per un batterio prima del progetto del TIGR.
La ricercatrice del TIGR Claire Fraser fu a capo del progetto che portò al sequenziamento del genoma di un secondo batterio, Mycoplasma genitalium nel 1996, e meno di un anno più tardi Carol Bult, anche lei del TIGR, fu a capo del progetto di sequenziamento del primo genoma di una specie di Archaea, il  Methanococcus jannaschii.
Nel 1999 TIGR pubblicò la sequenza del  poliestremofilo radioresistente Deinococcus radiodurans.
Il TIGR proseguì per diventare il centro leader mondiale per il sequenziamento genomico dei microbi, ed ha partecipate anche nella ricerca del Progetto Genoma Umano ed altri progetti di ricerca genomica.
Il suo gruppo di bio-informatici ha sviluppato molti dei primi algoritmi software che sono stati impiegati nell'analisi dei genomi, includendo l'identificatore di geni automatico GLIMMER ed il programma di allineamento del genoma  MUMmer.
In seguito agli attacchi all'antrace del 2001, il TIGR supportò la National Science Foundation e l'FBI nel sequenziamento del Bacillus anthracis, che era stato usato negli attacchi. I risultati dell'analisi furono pubblicati sulla rivista Science nel 2002. Le prove genetiche furono poi utilizzate dall'FBI per individuare un campione del batterio dell'antrace, proveniente da un laboratorio di Fort Detrick, Maryland, che era alla base dell'attacco.
Verso la fine del 2006, TIGR divenne una divisione del J. Craig Venter Institute (JCVI). Nel periodo di marzo/aprile 2007 le divisioni vennero tuttavia dissolte, ed il TIGR, insieme al Center for the Advancement of Genomics, alla J. Craig Venter Science Foundation, al Joint Technology Center ed infine all'Institute for Biological Energy Alternatives (IBEA), vennero assorbiti sotto il nome di JCVI.
Dopo aver presieduto l'associazione per circa 10 anni Claire M. Fraser (ex moglie di Craig Venter) rassegnò le dimissioni e lasciò l'organizzazione il 20 aprile 2007.